# Conjunt de la Font de la Reina
El Conjunt de la Font de la Reina és una obra de Capellades (Anoia) protegida com a Bé Cultural d'Interès Local.

## Descripció
Es tracta d'un petit nucli de tipologia de nucli antic amb cases aïllades i entre mitgeres, situat a llevant del nucli urbà, per sota la cinglera del Capelló, a banda i banda del camí ral i a prop de la riba dreta del riu Anoia. És un interessant nucli urbà d'origen medieval, que es va formar al llarg del Camí Ral a l'entorn d'un hostal, amb edificis representatius de l'arquitectura popular de diversos segles, fonamentalment dels segles XVII i xviii.
El conjunt urbà de la Font de la Reina és un antic raval aixecat a banda i banda del camí Ral, constituït per edificacions d'èpoques diverses que van des del segle xiv o XV, les més antigues, d'altres dels segles XVII i XVIII, fins a construccions dels segles XIX o XX. Totes les construccions presenten elements arquitectònics rellevants i característics de l'arquitectura popular: portals adovellats, sistemes constructius en tàpia i arrebossats, obertures de proporció vertical i altres en diferents formes d'arcs.